# Eurispa simplex
Eurispa simplex là một loài bọ cánh cứng trong họ Chrysomelidae. Loài này được Blackburn miêu tả khoa học năm 1892.